# Rio Blavet
Blavet é um rio localizado na França.